# Lijst van voetbalinterlands Amerikaanse Maagdeneilanden - Saint Vincent en de Grenadines (vrouwen)
Deze lijst van voetbalinterlands is een overzicht van alle officiële voetbalinterlands tussen de nationale vrouwenteams van de Amerikaanse Maagdeneilanden en Saint Vincent en de Grenadines. De landen hebben tot nu toe één keer tegen elkaar gespeeld.

## Wedstrijden
| № | Plaats       | Datum       | Competitie        | Wedstrijd                                                    | Uitslag |
| - | ------------ | ----------- | ----------------- | ------------------------------------------------------------ | ------- |
| 1 | Saint John's | 25 mei 2014 | Vriendschappelijk | Saint Vincent en de Grenadines − Amerikaanse Maagdeneilanden | 0 − 0   |

## Samenvatting
| Competitie        | Totaal gespeeld | Winst Amerikaanse Maagdeneilanden | Gelijk | Winst Saint Vincent en de Grenadines | Doelsaldo Amerikaanse Maagdeneilanden – Saint Vincent en de Grenadines |
| ----------------- | --------------- | --------------------------------- | ------ | ------------------------------------ | ---------------------------------------------------------------------- |
| Vriendschappelijk | 1               | 0                                 | 1      | 0                                    | 0 − 0                                                                  |
| Totaal            | 1               | 0                                 | 1      | 0                                    | 0 − 0                                                                  |